# Жорновка (Гродненський район, Гродненська область)
Жорновка (біл. вёска Жорнаўка) — село в складі Гродненського району Гродненської області, Білорусь. Село підпорядковане Індурській сільській раді, розташоване в західній частині області.